# Физическая модель (моделирование)
Физическая модель — это модель, создаваемая путём замены объектов моделирующими устройствами, которые имитируют определённые характеристики либо свойства этих объектов. При этом моделирующее устройство имеет ту же качественную природу, что и моделируемый объект.
Физические модели используют эффект масштаба в случае возможности пропорционального применения всего комплекса изучаемых свойств.
Физическая модель представляет собой аналоговую модель, в которой между параметрами объекта и модели одинаковой физической природы существует однозначное соответствие. В этом случае элементам системы ставятся в соответствие физические эквиваленты, воспроизводящие структуру, основные свойства и соотношения изучаемого объекта. При физическом моделировании, основой которого является теория подобия, сохраняются особенности проведения эксперимента в натуре с соблюдением оптимального диапазона изменения соответствующих физических параметров.